# Alderman
Alderman (dobesedno starejši mož, starejši človek) je bil sprva plemenski starešina v Angliji.
Pozneje se je naziv uporabljal za upravnika, oskrbnika grofije, danes pa za člana mestnega sveta oz. podobnega organa.